# Tambinia
Tambinia (лат.) — род полужесткокрылых насекомых из семейства Tropiduchidae (Fulgoroidea). Более 20 видов. Австралия, Юго-Восточная Азия.

## Описание
Мелкие насекомые, длина тела менее 1 см. Ширина округлой спереди головы (через глаза) меньше ширины переднегрудки. Лоб и мезонотум с тремя килями. Оцеллии очень мелкие. Задние голени с тремя шипиками. Род Tambinia был установлен в 1859 году (Stål, 1859) для трёх видов из Шри-Ланки: Tambinia languida Stål, Tambinia debilis Stål и Tambinia rufoornata Stål. В ревизии 1982 года (Fennah, 1982) Tambinia был включён в трибу Tambiniini, вместе с родами Biruga, Ossoides, Sumbana, Kallitaxila, Kallitambinia, Nesotaxila, Garumna, Paragarumna, Athestia. Наибольшее сходство Tambinia имеет с Nesotaxila, Kallitaxila и Kallitambinia.
- Tambinia atrosignata  Distant, 1906 — Шри-Ланка[3]
- Tambinia bizonata  Matsumura 1914 — Япония, Тайвань
- Tambinia capitata  Distant, 1906[3]
- Tambinia conus Wang & Liang, 2011 — Папуа Новая Гвинея[2]
- Tambinia debilis  Stål, 1859 — Шри-Ланка[1]
- Tambinia exoleta  Melichar, 1914[4]
- Tambinia fasciculosa  Melichar, 1914[4]
- Tambinia guamensis  Metcalf, 1946
- Tambinia inconspicua  Distant, 1906[3]
- Tambinia languida  Stål, 1859 — Шри-Ланка[1]
- Tambinia macula Wang & Liang, 2011 — Малайзия: Борнео[2]
- Tambinia menglunensis  Men and Qin in Men, Qin and Liu, 2009[5]
- Tambinia pitho  Fennah, 1970
- Tambinia robustocarina Wang & Liang, 2011 — Малайзия: Сабах[2]
- Tambinia rubrolineata  Liang in Liang and Jiang, 2003
- Tambinia rubromaculata  Distant, 1916 — Шри-Ланка
- Tambinia rufoornata  Stål, 1859 — Шри-Ланка[1]
- Tambinia sexmaculata Wang & Liang, 2011 — Австралия: Kuranda[2]
- Tambinia similis  Liang in Liang and Jiang, 2003
- Tambinia sisyphus  Fennah, 1956[6]
- Tambinia theivora  Fennah, 1982
- Tambinia venusta  (Kirkaldy, 1906)
- Tambinia verticalis  Distant, 1916
- Tambinia zonata  Muir, 1931[7]